# Жоведь
Жо́ведь (укр. Жовідь) — село в Сновском районе Черниговской области Украины. Население 398 человек. Занимает площадь 1,46 км².
Код КОАТУУ: 7425882001. Почтовый индекс: 15213. Телефонный код: +380 4654.
В своем родовом имении в селе Жоведь свои последние годы жизни провел русский математик П. С. Порецкий (1846—1907), автор первых в России трудов по математической логике. Его женой была сооружена больница его имени, которая позднее была передана земству. Здание было взорвано партизанами в 1943 году. Усадьба Порецкого сохранилась до сегодняшнего дня — в ней расположена сельская школа.
В Жоведи родился и прожил молодые годы красный комиссар Григорий Иванович Самодед (1893—1919). Центральная улица Жоведи носила его имя.

## Власть
Орган местного самоуправления — Жоведский сельский совет. Почтовый адрес: 15213, Черниговская обл., Сновский р-н, с. Жоведь, ул. Центральная, 45.